# Denise Lewis
Denise Lewis, född 27 augusti 1972 i West Bromwich i Storbritannien, är en friidrottare. 
Hennes främsta merit är att hon tog guld i sjukamp vid olympiska sommarspelen 2000 i Sydney.  Hon har även tagit guld vid Samväldesspelen (både 1994 och 1998), silver vid världsmästerskapen (både 1997 och 1999) och brons vid olympiska sommarspelen 1996 i Atlanta.

## Personbästa
| Gren       | Resultat |
| ---------- | -------- |
| 100 m häck | 13,13    |
| 200 m      | 24,10    |
| 800 m      | 2,12:20  |
| längdhopp  | 6,69 m   |
| höjdhopp   | 1,87 m   |
| kula       | 16,12 m  |
| spjut      | 51,13 m  |
| sjukamp    | 6 831 p  |